# Ālbū Shelūg
Ālbū Shelūg (persiska: آلبو شلوگ) är en ort i Iran.   Den ligger i provinsen Khuzestan, i den västra delen av landet, 600 km söder om huvudstaden Teheran. Ālbū Shelūg ligger 5 meter över havet och antalet invånare är 308.
Terrängen runt Ālbū Shelūg är mycket platt. Runt Ālbū Shelūg är det ganska tätbefolkat, med 54 invånare per kvadratkilometer. Närmaste större samhälle är Shādegān, 9,4 km söder om Ālbū Shelūg. Omgivningarna runt Ālbū Shelūg är i huvudsak ett öppet busklandskap.